# Castellers de Berga

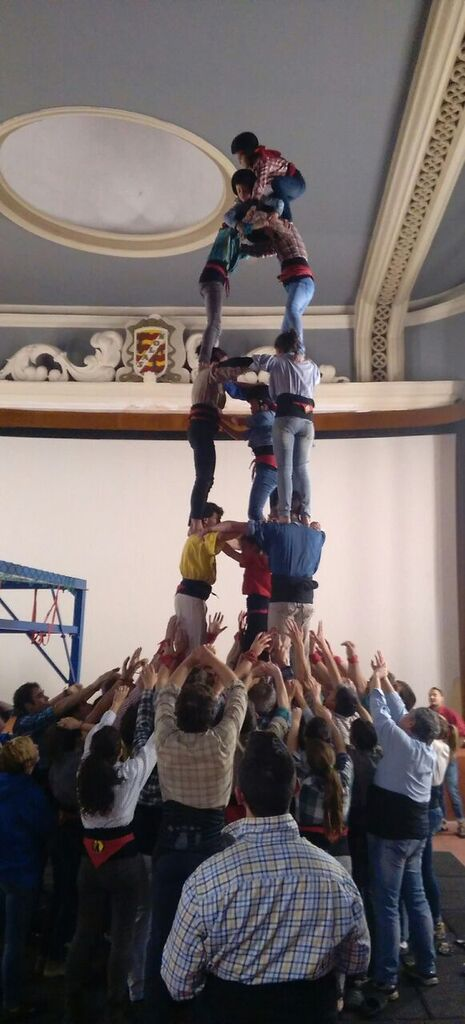
Les Castellers de Berga pratiquent au Cinema Catalunya.

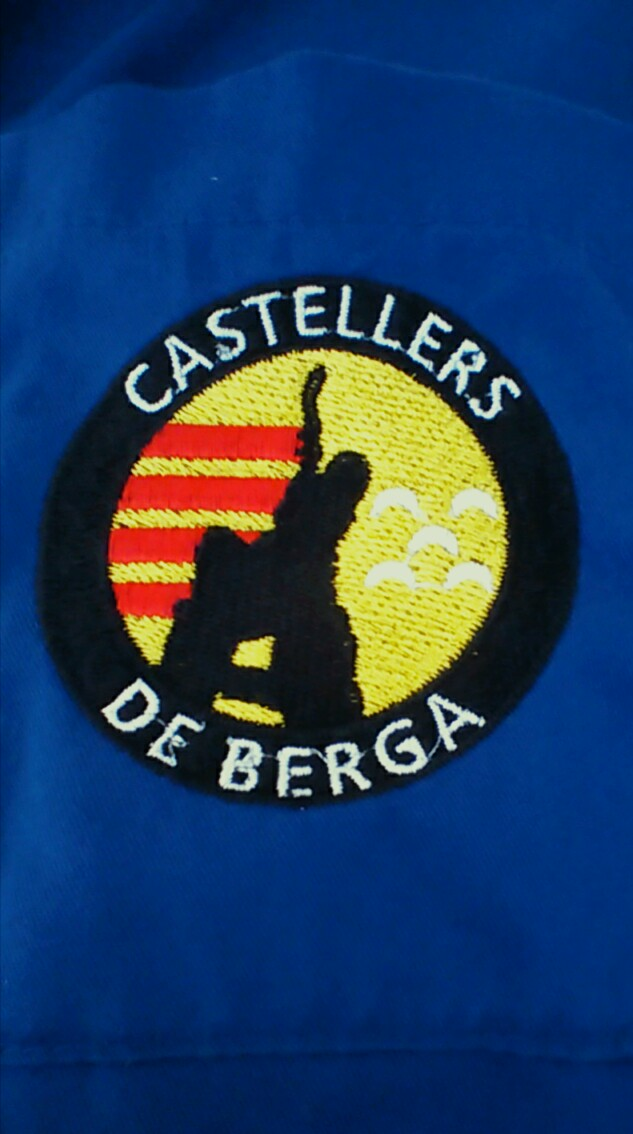
L'écusson des Castellers de Berga, sur la chemise de la colla.

Les Castellers de Berga ([kəstəˈʎez ðə ˈβeɾɣə]) sont une colla castellera (équipe de tours humaines) fondée en 2013. Ils représentent la ville de Berga en Catalogne et sa comarque, le Berguedà. La couleur de leur chemise est bleue. Son président est Bernat Girabal et ses caps de colla (chefs techniques) sont Alba Cruanyes et Marc Rovira. Le siège des Castellers de Berga se trouve au Cinema Catalunya, un ancien cinéma dans la rue principale de Berga.
Le 1er octobre 2016, ils construisent un 4 de 8 (tour à huit niveaux, avec quatre personnes par niveau) à la compétition de castells de Tarragone, mais ne réussissent pas à décharger sans tomber. En revanche, la même année, ils parviennent à construire un 2 de 7 (un des castells les plus difficiles à sept niveaux) pour la première fois, et à décharger trois fois. Finalement, à la célébration de leur 5ème anniversaire le 15 de juillet du 2017, les Castellers de Berga réussissent à décharger le 4 de 8.

## Histoire
Bien que le Berguedà ne soit pas une région avec une tradition de castells, en 2011 la comarque commence les démarches pour créer une colla castellera à Berga. La première représentation de la colla a lieu le 1er mai 2012, mais leur baptême (la première représentation avec leur chemise officielle) est le 7 juillet de la même année, parrainé par les colles des Castellers de Sabadell et les Castellers de Solsona. La première année ils ne construisent que des tours à six niveaux, mais en 2013 ils passent à la construction de tours à sept niveaux. En 2016, ils commencent à préparer des constructions à huit niveaux. Le 1er octobre 2016, lors de leur première participation à la compétition de castells de Tarragone, ils réussissent un 4 de 8 pour la première fois.
En 2015 les Castellers de Berga apparaissent dans un reportage du programme allemand Welt Spiegel sur une chaîne de télévision publique en Allemagne. Le programme associe la tradition des castells et l'indépendantisme catalan.

## Calendrier
Les Castellers de Berga organisent plusieurs diades (journées de fête) chaque année. Leur représentation principale est la Diada dels Quatre Fuets, qui a lieu sur la Plaça Sant Pere le dimanche avant le Patum, la fête principale de la ville. Ils construisent aussi des castells le 1er mai pendant la foire annuelle de Berga, et en octobre pour la Festa del Bolet, ou fête des champignons. Enfin, ils organisent une diada la première semaine de juillet sur la Plaça Viladomat de Berga pour célébrer l'anniversaire de la colla.
De plus, ils organisent diverses activités culturelles à Berga, comme des concerts, une foire artisanale, et des courses d'obstacles.